# 韋弗山
72°10′S 62°45′W / 72.167°S 62.750°W
韋弗山（英語：Mount Wever），是南極洲的山峰，位於帕爾默地的巴萊克海岸，處於博蒙特冰川以南1.7公里和迪茲海崖西南面24公里，在1988年由美國南極名稱諮詢委員命名，現時由南極條約體系管理。